# Powerload
Powerload è un EP dei Disfear.

## Tracce
1. Powerload
2. The Age Of Conflict
3. Med En Hälsning Från Helvetet